# ジェイタ洞窟

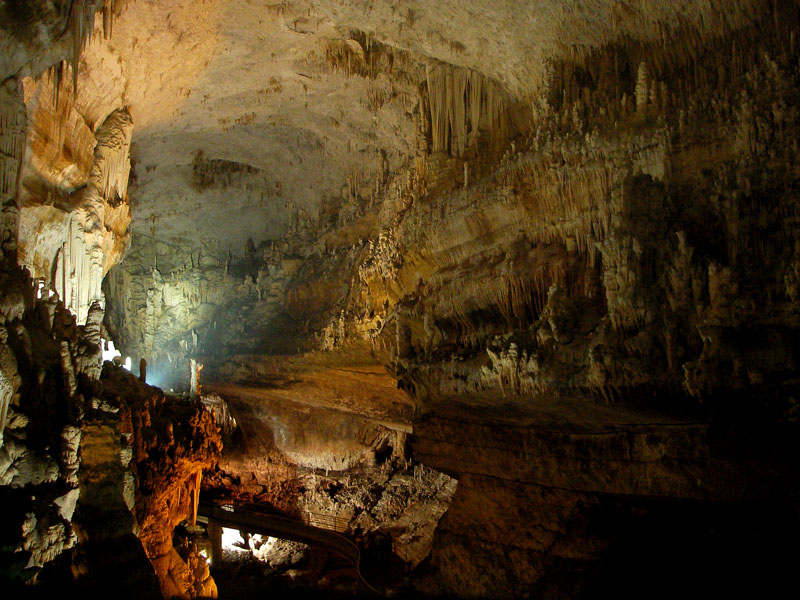
ジェイタ洞窟の上部と歩道

ジェイタ洞窟（ジェイダどうくつ、英語: Jeita Grotto）は、全長約9キロメートルに及ぶ2つの独立した、しかし相互に連結したカルスト鍾乳洞のシステムである。洞窟は、レバノンの首都ベイルートから北に18キロ離れたジェイタのナール・アル・カルブ川渓谷にある。先史時代には人が住んでいたが、下の洞窟は1836年にウィリアム・トムソン牧師によって再発見された。100万人以上のレバノン人に新鮮な飲料水を供給する地下河川が流れているため、ボートでしか訪れることができない。
1958年、レバノンの洞窟学者たちが、下の洞窟の60メートル上にある上部鍾乳洞を発見した。この鍾乳洞は、自然の景観を壊すことなく観光客が安全にアクセスできるよう、アクセス・トンネルと歩道が整備されている。上部鍾乳洞には世界最大の鍾乳石がある。上部鍾乳洞のギャラリーは、高さ最大12メートルの天井を持つ一連の部屋で構成されている。
レバノンのシンボルであり、最高の観光地であるだけでなく、ジェイタ石窟はレバノンの社会的、経済的、文化的に重要な役割を果たしている。